# Desmosoma atypicum
Desmosoma atypicum is een pissebed uit de familie Desmosomatidae. De wetenschappelijke naam van de soort is voor het eerst geldig gepubliceerd in 1969 door Schiecke & Fresi.